# 広布坊

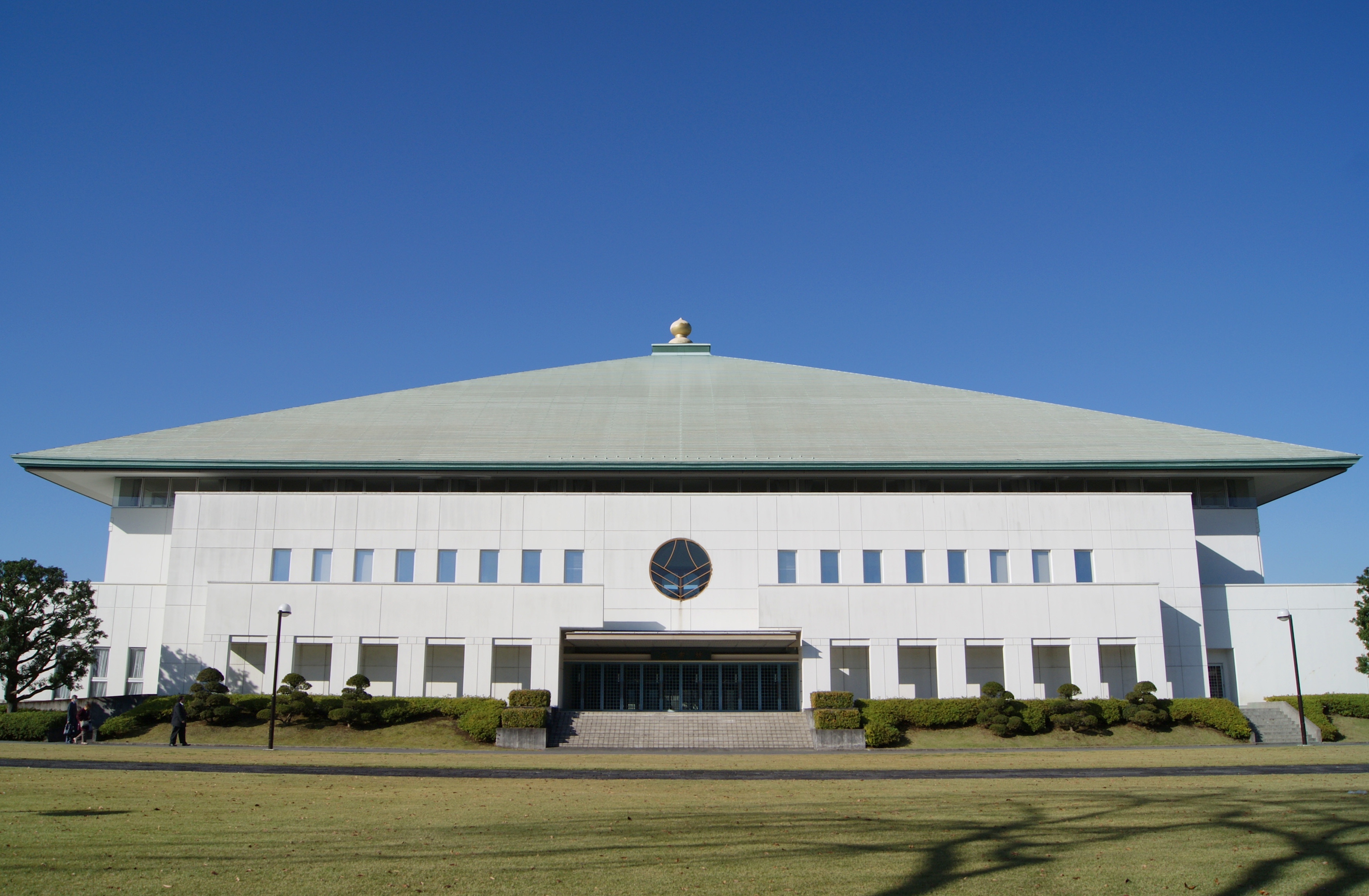
広布坊（2009年11月撮影）

広布坊（こうふぼう）は、日蓮正宗総本山大石寺の塔中坊の一つ。

## 歴史
- 1994年（平成6年）7月23日 - 第67世法主日顕の発願、開基として建立される。

## 概要
- 建坪984坪、高さ25メートル、鉄筋コンクリート造り2階建てである。
- 1243畳敷の本堂はどの位置からも御本尊を拝せるようにするために柱が1本もない大広間となっている。安置の御本尊は他の塔中坊と違い大幅の板御本尊である。
- 2階の広間は講堂としても使用され、法華講連合会の総会（毎年3月の最終土曜・日曜の法華講連合会の春季総登山会の際に開催）や夏季講習会（毎年5月下旬から7月下旬にかけての週末に、10期にわたって開催）、さらに、妙観講の総会（毎年8月の最終土曜・日曜日の妙観講支部の総登山の際に開催）をはじめとする各種行事が開かれる。

## ギャラリー

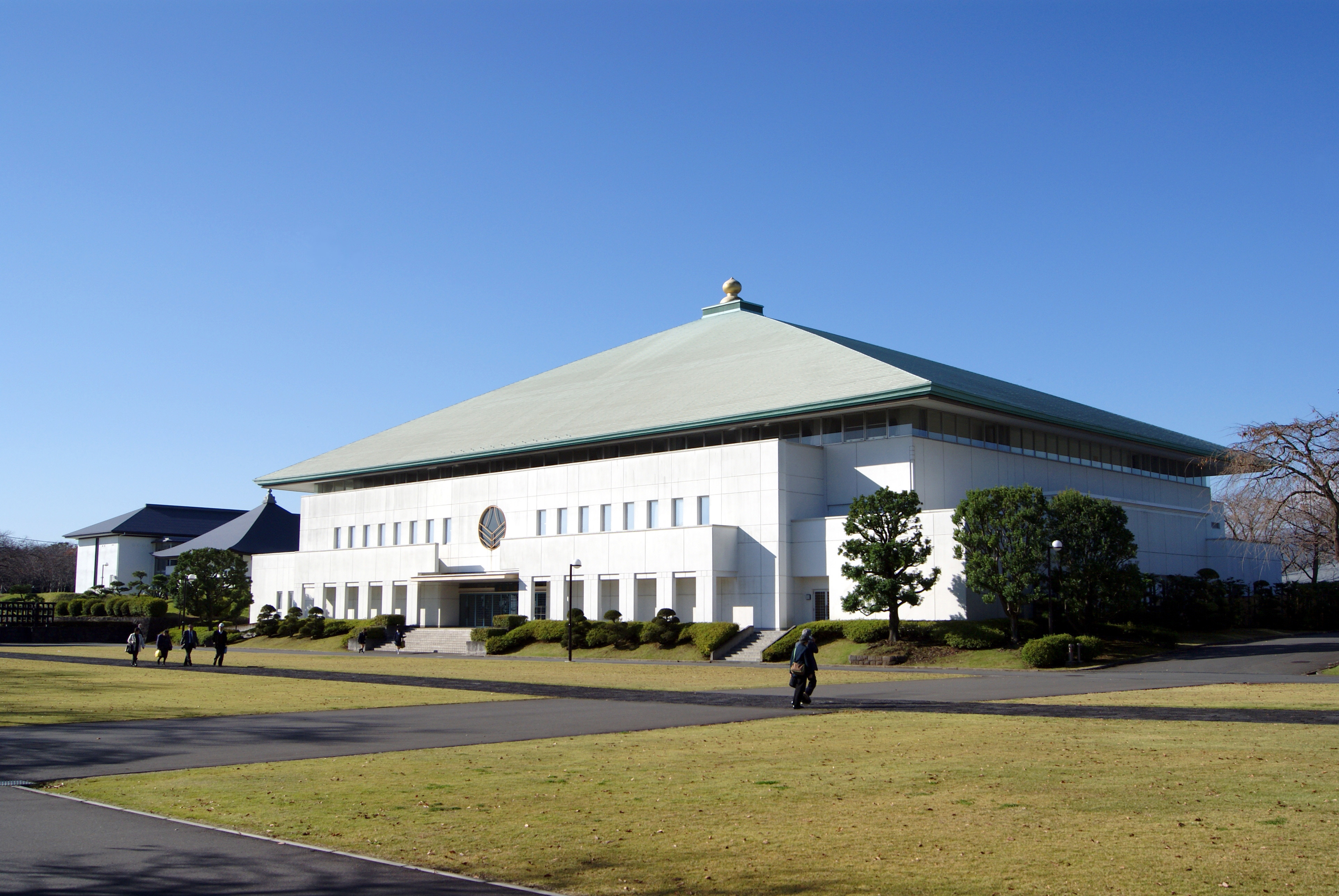